# サドゥッロ・グルムロディ
- サドゥロ・グルムロディ

サドゥッロ・グルムロディ（Sadullo Gulmurodi、1990年 - ) は、タジキスタン・ギッサール出身のサッカー審判員。2017年から国際サッカー連盟 (FIFA) に国際審判員として登録されている。

## 来歴
2019年3月29日に行われたタジク・スーパーカップ・FCイスティクロル・ドゥシャンベ対FKホジェンドの主審を務める。国際大会のデビューは同年4月17日に行われたAFCカップ2019グループI・4.25体育団対傑志戦。
代表戦では、2019年10月に行われた2022 FIFAワールドカップ・アジア2次予選グループB・ヨルダン対ネパール戦が初の主審担当。
2023年3月からウズベキスタンで開催されたAFC U20アジアカップ2023では大会審判団に名を連ね、2024年にカタールで行われたAFCアジアカップ2023でもグループリーグを担当、タジキスタン出身の審判として初めてAFCアジアカップの審判を担当した。